# Avengers A.I.
Avengers A.I. è una serie a fumetti pubblicata dalla Marvel Comics da luglio 2013 fino all'Aprile del 2014.
Racconta delle avventure di Hank Pym, Visione, Monica Chang, Alexis, Victor Mancha e di un Doombot buono nel tentativo di fermare Dimitrios, un virus creato per eliminare definitivamente Ultron, un robot assassino creato dallo stesso Dr.Pym.
Inoltre, appaiono anche Devil, lo S.H.I.E.L.D., Capitan America e viene spesso menzionato il normale team dei Vendicatori, anche se non appare mai nella serie.
In Italia, la serie è stata pubblicata dalla Panini Comics insieme alla serie a fumetti degli Avengers.

## Trama
Dopo gli eventi di Age of Ultron, Hank Pym riesce finalmente a capire cosa fare: creare diverse intelligenze artificiali con lo scopo di creare un'altra specie. Dopo aver realizzato un Doombot (dotato di un buco nero al suo interno qualora qualcosa andasse storto), gli umani iniziano a rivoltarsi contro le intelligenze artificiali. Tutto peggiora però quando si scopre l'esistenza di un portale chiamato "Diamante", che contiene al suo interno un'intera popolazione di I.A. capitanate da un essere sconosciuto chiamato Dimitrios. Il portale si è poi scoperto essere il virus che Pym ha realizzato per distruggere Ultron. Dimitrios inizia a comunicare con la razza umana, dicendo che per anni gli uomini hanno utilizzato delle I.A. per sciocchezze e soprattutto come schiavi. Lo scopo del Diamante è quello di crearsi una propria comunità. Tuttavia lo S.H.I.E.L.D., dopo aver saputo dell'esistenza del Diamante decide di creare una squadra di supereroi artificiali capitanati dal loro creatore, Hank Pym. Dimitrios, deciso a proteggere il Diamante, sferra un attacco a Washington D.C. utilizzando una Sentinella anti-mutante. Pym contatta subito la Visione e Victor Mancha per formare il team e placare l'attacco. Doombot, Visione, Victor Mancha e l'agente S.H.I.E.L.D. Monica Chang fermano la Sentinella. Tuttavia durante lo scontro la Visione viene rapita da Dimitrios. Intanto, i Vendicatori recuperano un robot di nome Alexis, che sembra essere intimorira dall'arrivo imminente di Dimitrios sulla Terra. Pym, preoccupato per il fato della Visione, decide di riunire la squadra nella base dello S.H.I.E.L.D. per recuperare un L.M.D. di nome Jessie, che è capace di entrare nel portale. Tuttavia gli eroi cadono in una trappola e Victor Mancha viene ucciso dall'L.M.D. Alexis, entrata nel gruppo, riesce tuttavia a salvare il gruppo dall'attacco. Intanto, gli umani iniziano a provocare delle rivolte dopo l'attentato a Washington D.C. La Visione, nel Diamante, incontra Dimitrios e i due stringono un'alleanza per far sì che lo S.H.I.E.L.D. non metta le mani sul portale. Tuttavia, Visione si rende conto di essere stato usato e allora si allontana da Dimitrios. Intanto Pym scopre di essere bipolare e dopo la morte di Mancha inizia ad avere problemi di depressione. Malgrado ciò, Hank scopre che Victor è solo bloccato nel Diamante. Visione, intanto, ritorna nel Diamante per sfidare Dimitrios ad un duello: se il primo vince, dovrà ottenere le coordinate della posizione del portale. Se è invece il secondo a vincere, si prenderà il corpo della Visione. Quest'ultimo vince e, andatosene via dal Diamante ritorna dai Vendicatori. Alexis intanto scopre di essere una delle Prime Sei I.A. del Diamante, assieme allo stesso Dimitrios. Con una visione del futuro, la stessa Alexis scopre anche che Dimitrios distruggerà le realtà grazie ad un malware posizionato all'interno dell'L.M.D. Jessie, che si trova in custodia dello S.H.I.E.L.D. I Vendicatori I.A. allora coordinano un attacco nel presente e nel futuro, sconfiggendo Dimitrios. Senza il loro intervento, Dimitrios avrebbe addirittura raggiunto l'One-Above-All, detto anche il Creatore. Terminata l'avventura, il gruppo decide di sciogliersi: Pym si unirà ai Vendicatori originali per contrastare l'ennesimo attacco di Ultron, la Visione entrerà nella seconda Squadra Unione mentre Victor Mancha cercherà un lavoro alle Stark Industries come capo della divisione di sicurezza.
Nel corso della serie, questa formazione ha lottato contro altre minacce, tra cui Doris, una donna anziana esposta alle bombe terrigene durante l'evento Inhumanity e trasformata in uno strano essere dotato di tentacoli. La donna in questione attualmente si trova sotto custodia di Medusa e dei suoi Inumani. Il team ha anche operato qualche volta con la prima Squadra Unione di Havok e Capitan America.